# Usko Kemppi

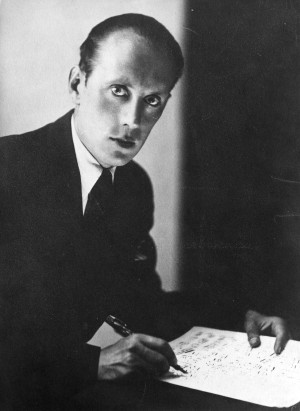
Usko Kemppi.

Usko Urho Uljas Kemppi (Hurmerinta fram till 1943), född 12 februari 1907 i Oripää, död 13 maj 1999 i Esbo, var en finländsk kompositör, sångtextförfattare, författare, musiker och tecknare.

## Biografi
Usko Kemppi föddes som Usko Hurmerinta i Oripää som son till en polismästare. Som ung tog han anställning som underhållare på en cirkus. Därefter var Kemppi violinist på restauranger i Åbo. Kemppi började snart intressera sig för schlager och den första sångtexten utgav han 1927 under pseudonymen U. Kalanti. Sången ifråga var Itämeri ("Östersjön"), vilken sjöngs in på skiva av Rafael Ramstedt den 28 maj 1929. Ramstedt hade visserligen spelat in Kemppis Lähtövalssi fem dagar innan, skivan publicerades först senare.
Kemppis nästa stora framgång var Laulu tulipunaisesta ruususta ("Sången om den eldröda rosen"), som spelades in på skiva av Yrjö Haapanen och Dallapé 1930. Samma melodi användes av Teijo Joutsela och Humppa-Veikot, då med titeln Tulipunaruusut, som under lång tid på 1960-talet toppade försäljningslistorna. Av Kemppis tidiga verk bör därutöver hummpafoxen Silmät tummat kuin yö ("Nattsvarta ögon") nämnas. Texten skrevs av Kemppi under pseudonymen U. Talka och framfördes på grammofon av Kauno Raivio i Berlin 1932. I egenskap av musiker ackompanjerade Kemppi ofta sin vän Ramstedt under skivinspelningarna, och Ramstedt spelade in åtskilliga av Kemppis melodier.
Under mitten av 1930-talet beslöt sig Kemppi och några andra affärsmän från Åbo att arbeta med inspelningar med schlagermusik. Plattorna gjordes för det svenska företaget Sonora med Reino Armio som solist. I november 1939 utbröt vinterkriget mellan Finland och Sovjetunionen, och Kemppi tvingades i militärtjänst. Stationerad på Karelska näset skrev han bland annat den populära valsen Elämä jouksuhaudoissa ("Livet i skyttegravarna"). På grund av att Kemppi under 1930-talet varit inblandad i fascistisk politik bytte han av försiktighetsåtgärd efternamn från Hurmerinta till Kemppi. Efter fredsslutet gjorde Kemppi några melodier för Toivo Kärkis räkning, inklusive Hiljaa soivat balalaikat ("Tyst spelar balalajkorna"). Partnerskapet mellan Kemppi och Kärki resulterade i över 500 kortfilmer.